# Музей бамбуковых бирок в Чанше
Музей бамбуковых бирок в Чанше (кит. трад. 长沙简牍博物馆, упр. 長沙簡牘博物館, пиньинь Chángshā Jiǎndú Bówùguǎn) — исторический музей, расположенный в районе Тяньсин города Чанша провинции Хунань. Примыкает к колодцу Байся с юга и к Тяньсинскому павильону с запада, находясь у подножия Тяньсинского холма. Музей бамбуковых бирок — широкомасштабный современный музей, посвящённый сбору, хранению, систематизации и изучению бамбуковых и деревянных бирок, печатей, верительных талисманов (цзянду 简牍). Музей представляет высокую ценность как с точки зрения исследований и культуры Китая, так и для туристов, демонстрируя значимость города Чанша. Площадь музея — 14 100 м².

## История
Основан 16 ноября 2002 года. Строительство было начато в 2000 году и завершено 8 ноября 2003 года. В 2007 году музей был официально открыт для посетителей. В мае 2009 года он получил статус «национального музея второй степени» (кит. трад. 国家二级博物馆) государственным ведомством по культурному наследию. В январе 2017 года он был повышен в статусе до «национального музея первой степени» (кит. трад. 国家一级博物馆) .

## Коллекция
Основную часть коллекции составляют археологические открытия в городе Чанша, в частности Бамбуковые бирки Цзоумалоу в 1996 году и сходные находки в окрестностях.
В число экспонатов входят бамбуковые бирки (竹简), деревянные бирки (木 简), деревянные таблички (木 牍), ручные бирки с надписями (签 牌) и печатки (封 检); документы, которые в основном использовались для записи административных и судебных условий в царстве У эпохи Троецарствия (220—280 годы), бирки Западной династии Хань (202 год до н. э. — 8 год н. э.), найденные в Цзоумалоу в 2003 году, найденные в 2004 году бамбуковые бирки с надписями из Дунпайлоу (东牌楼) эпохи восточной династии Хань (25—220 годы), найденные в 2010 году бирки Восточной династии Хань.

## Посещение
Вход в музей бесплатный. Музей открыт ежедневно кроме вторника с 9:00 до 17:00.